# بليندا كوردويل
بليندا كوردويل (بالإنجليزية: Belinda Cordwell)‏ مواليد 21 سبتمبر 1965 في ويلينغتون، هي لاعبة كرة مضرب نيوزلندية سابقة بدأت مسيرتها كمحترفة سنة 1982 وكانت تلعب باليد اليمنى، اعتزلت اللعب في 23 سبتمبر 1991. أعلى تصنيف لها في الفردي كان المركز الـ 17 في سنة 1989. سبق أن شاركت في دورة الألعاب الأولمبية الصيفية.

## النهائيات

### الفردي (الألقاب 1, الوصافة 1)
| الحصيلة | الرقم | التاريخ       | الدورة             | الأرضية | المنافس        | النتيجة  |
| ------- | ----- | ------------- | ------------------ | ------- | -------------- | -------- |
| الوصافة | 1.    | 5 فبراير 1989 | أوكلاند، نيوزيلندا | صلبة    | باتي فينديك    | 2–6, 0–6 |
| الفوز   | 1.    | 16 أبريل 1989 | سنغافورة           | صلبة    | أكيكو كيجيموتا | 6–1, 6–0 |

## روابط خارجية
- بليندا كوردويل على موقع رابطة محترفات التنس (الإنجليزية)
- بليندا كوردويل على موقع الاتحاد الدولي لكرة المضرب (الإنجليزية)
- بليندا كوردويل على موقع كأس بيلي جين كينغ (الإنجليزية)
- بليندا كوردويل على موقع خلاصة التنس.كوم (الإنجليزية)
- بليندا كوردويل على موقع أوليمبيديا (الإنجليزية)